# Liste de sociétés d'animation
Cet article présente une liste de sociétés d'animation classées par pays.
Non. Ces liens ne conduisent pas aux sociétés d'animation classées par pays mais... aux identifications des pays. Pb d'aiguillage...

## Australie
- Animal Logic
- Burbank Films Australia
- Disneytoon Studios
- Glitch Productions
- Southern Star Entertainment

## Belgique
- Belvision
- CBA
- Dupuis Audiovisuel
- nWave Pictures
- Odec Kid Cartoons
- TVA Dupuis
- Zorobabel
- Walking the Dog

## Biélorussie
- Belarusfilm

## Canada
- Atkinson Film-Arts
- Cookie Jar Entertainment
- C.O.R.E. Feature Animation
- CinéGroupe
- Grantray-Lawrence Animation
- Happy Camper Média
- Hybride Technologies
- Office national du film du Canada (ONF)
- Nelvana
- Tooncan

## République populaire de Chine
- Agogo
- Imagi Animation Studios
- Studio d'animation de Shanghaï

## Côte d'Ivoire
- Afrikatoon

## Corée du Sud
- AKOM
- Anivision

## Croatie
- Zagreb Film (1953)

## Danemark
- A. Film A/S

## Espagne
- D'Ocon Films (1976)
- BRB Internacional (1972)

## États-Unis
- Animusic
- Blue Sky Studios Inc. (1987-2021)
- Cartoon Network Studios
- Cartoon Pizza
- DePatie-Freleng Enterprises
- DIC Entertainment
- DreamWorks Animation
- Filmation (1962-1989)
- Film Roman
- Fleischer Studios (1921-1942)
- Format Films (1959-1997)
- Fox Animation Studios
- Frederator Studios
- Hanna-Barbera Productions (1957-2001)
- Illumination Entertainment
- Klasky Csupo
- Pixar
- Renegade Animation
- Ruby-Spears Productions (1977-1996)
- Sony Pictures Animation
- Spümcø
- Twentieth Century Fox Animation
- Walt Disney Animation Studios
- Walter Lantz Studio (1928-1972)
- Warner Bros. Animation
- Warner Bros. Cartoons (1933-1969)

## France
Liste des studios d'animation français
- 2d3D Animations
- 2 Minutes
- Alphanim
- Animation Art graphique Audiovisuel (aaa)
- Ankama Animations
- Autochenille Production
- Bayard Jeunesse Animation
- Blue Spirit
- BUF Compagnie
- Cyber Group Studios
- Dargaud Films
- Dargaud Media
- Def2shoot
- DIC
- Ellipse Animation
- Folimage
- Fortiche Production
- France Animation (1985)
- Futurikon
- Gao Shan Pictures
- Illumination Mac Guff
- Jean Image
- Je suis bien content
- La Fabrique
- La Ménagerie
- Les Armateurs
- Les Cartooneurs Associés (1982)
- Les Films de l'Arlequin
- Les Films de la Perrine
- Les Films du Nord
- Les Films Paul Grimault
- Les Gémeaux (1936-1953)
- MadLab Animations
- Marathon Média
- Marina Productions
- Média Valley
- Mikros Image
- Millésime Productions (1993-1999)
- Millimages
- Mondo TV France
- MoonScoop
- Moving Puppet
- Neomis
- Normaal
- Partizan
- Pictor Média
- Pipangaï
- Planet Nemo Animation
- Procidis
- Sacrebleu Productions
- Sav! The World Productions
- Sparx Animation Studios
- Storimages
- Studio Hari
- Studios Idéfix (1974-1978)
- Studio 100 Animation
- TAT Productions
- TeamTO
- Télé Images Productions
- Timoon Animation
- TNZPV Productions & Studio
- Walt Disney Animation France (1989-2003)
- Xilam
- Zagtoon

## Inde
- Crest Animation Studios

## Irlande
- Cartoon Saloon

## Italie
- Alcuni
- Lanterna Magica
- Mondo TV

## Luxembourg
- ZEILT Productions

## Japon
- 8-Bit (2008)
- A-1 Pictures (2005-Société mère Sony Music Entertainment Japan)
- A.C.G.T (2000-Société mère Ob Planning (ja) )
- Ajiadō (1978-Société mère Mitsubishi))
- Anime International Company (1982)
- Aniplex (1995)
- APPP (Another Push Pin Planning) (1984)
- Arms Corporation (1996-2020)
- ARTMIC Studios (Art and Modern Ideology for Creation) (1978-1997)
- Artland (1978)
- Asahi Production (1973)
- Ashi Productions (1975)
- Bee Train (1997)
- Bones (studio) (1998)
- Brain's Base (1996)
- C2C (studio) (2009)
- Studio Chizu (2011)
- CloverWorks (2018)
- Studio Comet (1986)
- CoMix Wave Films (2007)
- CygamesPictures (en) (2016)
- Daume (1993)
- David Production (2007)
- Deen (1975)
- Digital Frontier (en) (1993)
- Diomedéa (2005)
- DLE Company (en) (Dream Link Entertainment) (2001)
- Doga Kobo (1973)
- Eiken (studio) (1969)
- Studio Fantasia (1983-2016)
- Feel (studio) (2002)
- Gainax (1984)
- Gallop (studio) (1978)
- GoHands (2008)
- Genco (1997)
- Geneon Entertainment (1981)
- Ghibli (1985)
- Studio Gokumi (2010)
- Gonzo Digimation (1992)
- Graphinica (2009)
- Group TAC (1968-2010)
- Hal Film Maker (1993-2009)
- Studio Hibari (1979)
- Hoods Entertainment (2009)
- Imagin (en) (1992)
- J.C. Staff (1986)
- Khara (2006)
- Kinema Citrus (2008)
- Kyoto Animation (1981)
- Lay-duce (2013)
- Lerche (2011)
- Liden Films (2012)
- MADHOUSE (1972)
- Magic Bus (en) (1968)
- Manglobe (2002-2015)
- MAPPA (2011)
- Marza Animation Planet (2003)
- Mook Animation (en) (1986)
- Mushi Production (1962-1973)
- Nippon Animation (1975)
- Nomad (studio) (2003)
- Oh! Production (1970)
- OLM (studio) (Oriental Light and Magic) (1994)
- Ordet (studio) (2007)
- Passione (studio) (2009)
- P.A.Works (2000)
- Production I.G (1987)
- Production IMS (2013-2018)
- Pierrot (1979)
- Polygon Pictures (1983)
- Studio Ponoc (2015)
- Sanzigen (2006)
- Satelight (1995)
- Science SARU (2013)
- Seven Arcs (2002)
- Shaft (1975)
- Shin-Ei Animation (1976)
- Silver Link (2007)
- Spectrum Animation (en)
- Studio 4°C (1986)
- Sunrise (1972)
- SynergySP (1998)
- Tatsunoko Production (1962)
- Telecom Animation Film (1975)
- Tezuka Productions (1968)
- TMS Entertainment (Tokyo Movie Shinsha) (1946,Officieusement en 1964)
- TNK (studio) (1999)
- Toei Animation (1948)
- Topcraft (1972-1986)
- Trigger (2011)
- Troyca (2013)
- Ufotable (2000)
- White Fox (2007)
- Wit Studio (2012)
- Yumeta Company (1986)
- Xebec (1995-2019)
- Zexcs (1998)

## Royaume-Uni
- Aardman Animations
- Astley Baker Davies (en)
- Bird Studios (en)
- Blacknorth (en)
- Blue-Zoo (en)
- bolexbrothers (en)
- Cake Entertainment
- Collingwood & Co.
- Hanna-Barbera Studios Europe (en)
- Illuminated Film Company (en)
- King Rollo Films
- Littlenobody (en)
- Locksmith Animation (en)
- LTL Production (en)
- Magic Light Pictures (en)
- Moonbug Entertainment (en)
- Ragdoll Productions (en)
- Red Kite Animation (en)
- Renga Media (en)
- Smallfilms (en)
- Spite Your Face Productions (en)
- Spy Pictures (en)
- Straandlooper (en)
- Studio AKA (en)
- Studio Liddell (en)
- The Line (animation studio) (en)
- WildBrain Spark Studios (en)

## Russie,Union soviétique
- Soyuzmultfilm Studio

## Sénégal
- Pictoon
- Obelus Film & Animation Studio